# Arenas del Rey
Arenas del Rey est une municipalité située sur la partie centrale de la comarque de Alhama dans la province de Grenade en Espagne.

## Géographie

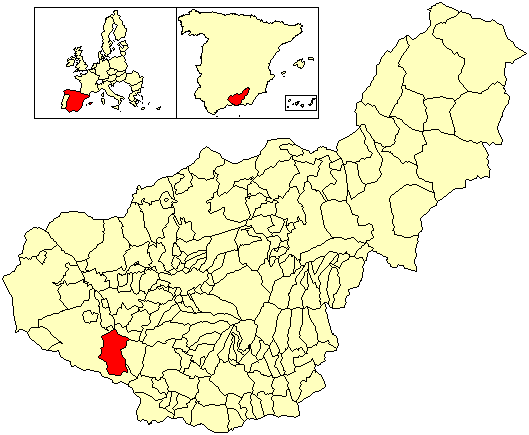
Municipalité d'Arenas del Rey dans la province de Grenade.

La commune est distante de 44 km de la ville Grenade. Cette localité avec les municipalités de Cacín, Agrón, Jayena et Alhama de Granada forment la comarque de Alhama.